# Hålishalsen
Hålishalsen (norwegisch für Glatteishals) ist ein vereister Bergsattel im ostantarktischen Königin-Maud-Land. Er liegt zwischen dem Kurzegebirge der Orvinfjella und dem südlich gelegenen Polarplateau.
Norwegische Kartographen, die ihn auch benannten, kartierten ihn anhand von Vermessungen und Luftaufnahmen der Dritten Norwegischen Antarktisexpedition (1956–1960).